# Solec (powiat średzki)
Solec – wieś w Polsce położona w województwie wielkopolskim, w powiecie średzkim, w gminie Krzykosy.

## Historia
Wieś duchowna, własność biskupstwa poznańskiego, pod koniec XVI wieku leżała w powiecie pyzdrskim województwa kaliskiego.  W latach 1975–1998 miejscowość należała administracyjnie do województwa poznańskiego.
Nazwa miejscowości pochodzi od składnicy soli, która znajdowała się nad Wartą. Pierwszy zapis to 1244 r. Wieś wchodziła w skład tzw. klucza soleckiego, jako posiadłość biskupów poznańskich. Znajdowała się tutaj letnia rezydencja, w której w 1253 r. zmarł biskup Bogufał II. Pierwsza wzmianka o kościele w Solcu pochodzi z 1302 roku. Dźwignięty z ruiny po najeździe szwedzkim, kilkakrotnie naprawiony i umacniany, przetrwał do 1908 roku.
W latach 1905–1908 w Solcu został postawiony kościół pod wezwaniem św. Katarzyny.

## Urodzeni w Solcu
- Zygmunt Gorgolewski (1845–1903), architekt, przedstawiciel historyzmu
- Ignacy Mreła (1895–1976), major łączności Wojska Polskiego

## Zabytki
- kościół pw. św. Katarzyny z 1908 r.
- cmentarz przykościelny.

## Zobacz też

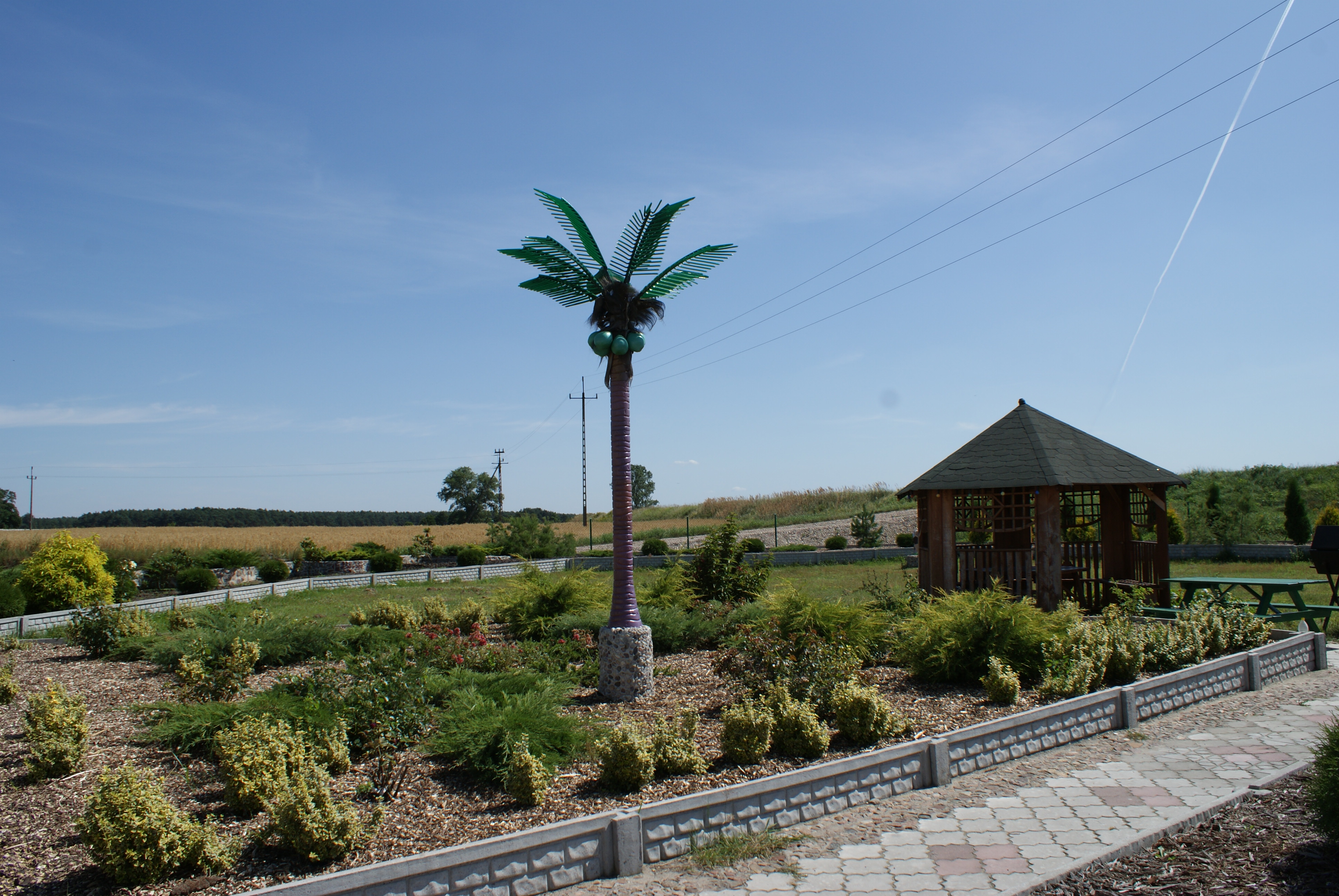
Okolice sali weselnej w Solcu